# Кэхилл, Мейбл
Мейбл Эсмонд Кэхилл (англ. Mabel Esmonde Cahill; 30 марта 1863, Баллираггет, графство Килкенни, Соединённое Королевство Великобритании и Ирландии — 2 февраля 1905, Ормскерк, Ланкашир, Соединённое Королевство Великобритании и Ирландии) — британско-ирландская теннисистка и журналистка. Пятикратная чемпионка США в одиночном, женском и смешанном парном разряде, член Международного зала теннисной славы с 1976 года.

## Биография
Мейбл Кэхилл родилась в 1863 году в Баллираггете в семье Майкла Кэхилла и Маргарт Мейган. Её отец был популярным барристером и землевладельцем; кроме Майбл в семье было 12 детей. Училась в Роскрее, но к 14 годам потеряла обоих родителей. Отцовских денег оказалось достаточно, чтобы на первых порах обеспечить наследникам безбедное существование. В частности, Мейбл смогла окончить учёбу.
Мейбл и её сёстры и братья активно участвовали в светской жизни графства Килкенни, которая в то время включала игру в набиравший популярность лаун-теннис. С 1884 года Мейбл участвовала в теннисных турнирах, в свой первый год обыграв в чемпионате графства и города Килкенни Мэй Лангриш. Лангриш (неоднократная чемпионка Ирландии в разных разрядах, успешно выступавшая и в английских турнирах) была более сильным игроком, и в финале между ней и Кэхилл последняя получила гандикап. В 1886 году они встретились в первом раунде чемпионата Ирландии, на сей раз без гандикапа, и Лангриш победила со счётом 6-0, 6-1, в дальнейшем завоевав свой третий чемпионский титул в одиночном разряде. Вскоре после этого Кэхилл выиграла — снова с гандикапом — чемпионат Лэнсдаунского лаун-теннисного клуба.
В чемпионатах Ирландии Кэхилл больше не участвовала и через три года переехала в Нью-Йорк. Там, поселившись на Манхэттене поблизости от Центрального парка, она начала играть на недавно сооружённых в этом парке лаун-теннисных кортах. В 1890 году Кэхилл стала членом Нью-Йоркского теннисного клуба и летом того же года приняла участие в чемпионате США, проходившем в Филадельфии. За титул в женском одиночном разряде боролись восемь спортсменок, из которых Кэхилл была единственной неамериканкой. В этом соревновании она потерпела поражение от будущей чемпионки Эллен Рузвельт, двоюродной сестры будущего президента США.
На следующем чемпионате США, в 1891 году, Кэхилл стала первой в истории теннисных мейджоров иностранкой, завоевавшей чемпионский титул. В финальном матче она взяла реванш у Эллен Рузвельт в четырёх сетах. Кроме того, с Эммой Ливитт-Морган она также стала чемпионкой в женских парах, в финале в трёх сетах обыграв Эллен и Грейс Рузвельт. В 1892 году Кэхилл удалось защитить чемпионский титул и в одиночном разряде (где ей понадобились все пять сетов для победы над Элизабет Мур), и в женских парах. Кроме того, она завоевала и чемпионское звание в миксте, где её партнёром был Кларенс Хобарт (в предыдущем розыгрыше она тоже победила в миксте, но этот вид программы ещё не давал официального чемпионского звания). Таким образом, Кэхилл стала первым абсолютным чемпионом в истории теннисных мейджоров (вне зависимости от пола).
После этого, однако, Кэхилл прекратила участие в теннисных соревнованиях, отказавшись от защиты титула в 1893 году. В это время она пыталась сделать карьеру как писательница, а затем как журналистка. Однако её проза — изданный в 1891 году роман «Её игрушки — мужчины» (англ. Her playthings, men) и рассказы — была скучной, развитие сюжета замедленным и неровным, а её герои не вызывали симпатии. Летом 1893 года Кэхилл опубликовала в Ladies’ Home Journal две статьи об игре в теннис, тоже не отличавшиеся высоким уровнем.
Кэхилл покинула Нью-Йорк и переехала в Англию в 1897 году. К этому времени ей было 34 года, она была, по-видимому, больна и не имела средств к существованию — об этом свидетельствует тот факт, что в апреле 1897 года она была зарегистрирована в работном доме на Ливерпуль-роуд в Лондоне. В Англии Кэхилл пыталась зарабатывать на жизнь, выступая с пением в мюзик-холлах и варьете, а также снова в качестве журналистки. В конце 1904 или начале 1905 года она перебралась в другой работный дом — в Ормскерке (Ланкашир), возможно, в надежде выступать в мюзик-холлах близлежащих Блэкпула и Саутпорта. Однако её здоровье к этому времени было полностью подорвано, и 2 февраля 1905 года Кэхилл скончалась от туберкулёза. Три дня спустя она была похоронена в могиле для бедняков на кладбище при церкви Святых Петра и Павла.
В 1976 году имя Мейбл Кэхилл было включено в списки Международного зала теннисной славы, где она стала одним из первых членов, не являвшихся американцами. На сайте Зала славы она значится как представительница Ирландии.

## Игровой стиль
Согласно публикации, появившейся в прессе после второй победы Кэхилл в чемпионате США, она демонстрировала на корте «мужскую» игру. Это определение включало мощные удары с отскока и постоянное движение по корту: «Кажется, что на теннисном корте она находится везде одновременно, и её соперницам трудно отправить мяч за пределы её досягаемости». Журналист добавлял, что Кэхилл выигрывает большинство своих игр против мужчин.

## Финалы чемпионата США за карьеру

### Одиночный разряд (2-0)
| Результат | Год  | Покрытие | Соперница в финале | Счёт в финале           |
| --------- | ---- | -------- | ------------------ | ----------------------- |
| Победа    | 1891 | Трава    | Эллен Рузвельт     | 6-4, 6-1, 4-6, 6-3      |
| Победа    | 1892 | Трава    | Элизабет Мур       | 5-7, 6-3, 6-4, 4-6, 6-2 |

### Женский парный разряд (2-0)
| Результат | Год  | Покрытие | Партнёрша          | Соперницы в финале            | Счёт в финале |
| --------- | ---- | -------- | ------------------ | ----------------------------- | ------------- |
| Победа    | 1891 | Трава    | Эмма Ливитт-Морган | Грейс Рузвельт Эллен Рузвельт | 2-6, 8-6, 6-4 |
| Победа    | 1892 | Трава    | Аделин Маккинли    | Эми Уильямс Хелен Дэй Харрис  | 6-1, 6-3      |

### Смешанный парный разряд (1-0)
| Результат | Год  | Покрытие | Партнёр        | Соперники в финале       | Счёт в финале |
| --------- | ---- | -------- | -------------- | ------------------------ | ------------- |
| Победа    | 1892 | Трава    | Кларенс Хобарт | Элизабет Мур Родмонд Бич | 6-1, 6-3      |